# Territoriale abdij van de Heilige Drie-eenheid van Cava de' Tirreni
De Territoriale Abdij van de Heilige Drie-eenheid van Cava de' Tirreni (lat: Territorialis Abbatia Sanctissimae Trinitatis Cavensis) is een in de Italiaanse provincie Salerno (regio Campania) gelegen benedictijnse territoriale abdij. Zij staat ook wel bekend als Badia di Cava. De territoriale abdij behoort tot de kerkprovincie Salerno-Campagna-Acerno, en is, samen met het aartsbisdom Amalfi-Cava de’ Tirreni en de bisdommen Nocera Inferiore-Sarno, Teggiano-Policastro en Vallo della Lucania suffragaan aan het aartsbisdom Salerno-Campagna-Acerno.
De abdij werd gesticht in 1011 door Alferius van Pappacarbone, een edelman uit Salerno die zich in de streek vestigde om als kluizenaar te gaan leven. Paus Urbanus II verleende de abdij van Alferius veel privileges. Alferius kreeg veel volgelingen, die hem hielpen het klooster op te bouwen. Veel van de gebouwen van de abdij werden in 1796 aan de voor die tijd moderne stijl aangepast. 
De abdij bevat een rijk archief van publieke en particuliere documenten uit de 8e eeuw.

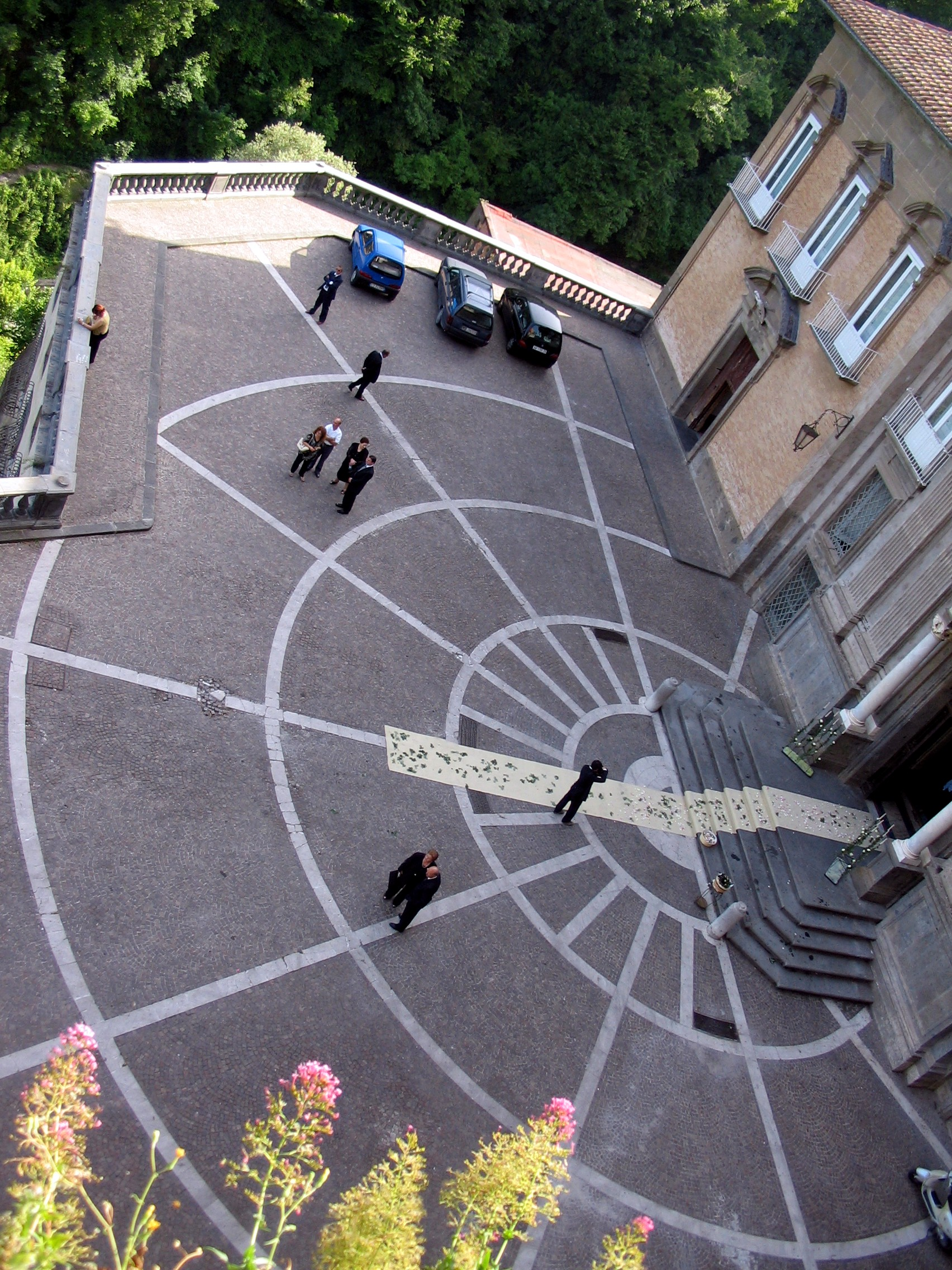
Plein voor de abdij
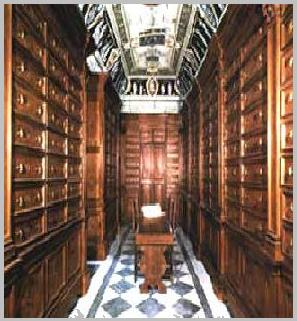
Bibliotheek

## Enkele abten
- Alferius (10e-11e eeuw), stichter en heilig verklaard
- Benincasa (12e eeuw), zalig verklaard